# Чёрный кот (фильм, 1981)
«Чёрный кот» (итал. Il gatto nero) — фильм ужасов 1981 года итальянского режиссёра Лучо Фульчи, экранизация рассказа «Чёрный кот» Эдгара По. Сюжет фильма сильно отличается от оригинала, однако так же направлен против жестокого обращения с животными. Премьера фильма состоялась 4 апреля 1981 года.

## Сюжет
Женщина-фотограф Джиль Траверс на пару с инспектором полиции Горли принимается за расследование череды загадочных смертей в английской деревне. Так как на телах убитых были обнаружены царапины, похожие на следы от кошачьих когтей, подозрение теоретически падает на местного жителя, профессора Роберта Майлза. Профессор обладает способностями экстрасенса: он общается с духами умерших и насильно управляет поведением своего чёрного кота, коего использует в качестве орудия мести. После серии убийств профессор Майлз вешает чёрного кота, чтобы избежать возможных подозрений от полиции, однако призрак самого кота возвращается для отомщения. Майлз убивает Джиль, догадавшуюся о секрете его тайных преступлений и замуровывает в стене. Инспектор Горли разыскивая Джиль, устраивает обыск в доме у Майлза и ничего не находит, но призрак чёрного кота приводит полицейских к замурованной стене. Разбив кладку они обнаруживают тело Джиль и арестовывают Майлза. После чёрный кот обретает покой.

## В ролях
- Патрик Мэги — профессор Роберт Майлз
- Мимзи Фармер — Джиль Треверс
- Дэвид Уорбек — инспектор Горли
- Эл Кливер — сержант Уилсон
- Дагмар Лассандер — Лилиан Грейсон

## Съемки
Лучо Фульчи говорил, что снял этот фильм как своеобразное посвящение фильму Роджера Кормана «Истории ужаса», где последний также экранизировал рассказ Эдгара По. Первоначальное название фильма было Il gatto di Park Lane («Кот с Парк-лейн»). Он был снят в деревнях Вест-Уиком, Чалфонт-Сент-Джайлс и Хамблден, Бакингемшир, а также на киностудиях в Риме. Съемки проходили с 11 августа по 28 сентября 1980 года.
«Черный кот» был показан в кинотеатрах Италии компанией Italian International Film 4 апреля 1981 года и в кинотеатрах США в феврале 1984 года. Фильм был выпущен на DVD в Америке компаниями Anchor Bay Entertainment 29 мая 2001 года и Blue Underground, а также в Великобритании компаниями Salvation Films и Shameless Screen Entertainment.